# Сіммс (Монтана)
Сіммс (англ. Simms) — переписна місцевість (CDP) в США, в окрузі Каскейд штату Монтана. Населення — 361 особа (2020).

## Географія
Сіммс розташований за координатами 47°29′33″ пн. ш. 111°57′13″ зх. д. / 47.49250° пн. ш. 111.95361° зх. д. (47.492537, -111.953585).  За даними Бюро перепису населення США в 2010 році переписна місцевість мала площу 19,91 км², з яких 19,88 км² — суходіл та 0,02 км² — водойми.

## Демографія
Згідно з переписом 2010 року, у переписній місцевості мешкали 354 особи в 152 домогосподарствах у складі 95 родин. Густота населення становила 18 осіб/км².  Було 170 помешкань (9/км²).
Расовий склад населення:
| - 92,9 % — білих - 2,5 % — корінних американців - 0,6 % — чорних або афроамериканців - 0,6 % — азіатів - 1,1 % — осіб інших рас |

До двох чи більше рас належало 2,3 %. Частка іспаномовних становила 1,4 % від усіх жителів.
За віковим діапазоном населення розподілялося таким чином: 19,8 % — особи молодші 18 років, 59,9 % — особи у віці 18—64 років, 20,3 % — особи у віці 65 років та старші. Медіана віку мешканця становила 48,5 року. На 100 осіб жіночої статі у переписній місцевості припадало 103,4 чоловіків;  на 100 жінок у віці від 18 років та старших — 98,6 чоловіків також старших 18 років.
Середній дохід на одне домашнє господарство  становив 45 582 долари США (медіана — 44 167), а середній дохід на одну сім'ю — 43 949 доларів (медіана — 43 000). За межею бідності перебувало 20,1 % осіб, у тому числі 41,9 % дітей у віці до 18 років та 6,6 % осіб у віці 65 років та старших.
Цивільне працевлаштоване населення становило 184 особи. Основні галузі зайнятості: освіта, охорона здоров'я та соціальна допомога — 32,1 %, мистецтво, розваги та відпочинок — 20,1 %, транспорт — 19,6 %.